# Дім, який побудував Джек (фільм, 2018)
«Дім, який побудував Джек» (англ. The House That Jack Built) — копродукційний психологічний трилер 2018 року, поставлений режисером Ларсом фон Трієром з Меттом Діллоном, Райлі Кіо та Умою Турман у головних ролях. У інтерв'ю виданню «The Guardian» Ларс фон Трієр заявив, що його фільм натхненний Дональдом Трампом: «Фільм вихваляє ідею того, що життя — зла і безсердечна штука. Це підтверджує недавнє запанування homo trumpus, Щурячого короля»..

## Сюжет
Дія фільму відбувається в 1970-1980-x роках та розповідає про людину на ім'я Джек, який за 12 років став майстерним серійним вбивцею в американському штаті Вашингтон.

## У ролях
| • Метт Діллон      | Джек           |
| • Бруно Ганц       | Вердж          |
| • Ума Турман       | перша жінка    |
| • Шивон Феллон     | друга жінка    |
| • Софі Гробель     | третя жінка    |
| • Райлі Кіо        | Сімпл          |
| • Джеремі Девіс    | Ел             |
| • Едвард Спелірс   | Ед, офіцер     |
| • Девід Бейлі      | S.P.           |
| • Крістіан Арнольд | перший чоловік |
| • Ю Чі Тхе         | другий чоловік |
| • Мар'яна Янкович  | студентка      |

## Знімальна група
- Автор сценарію — Ларс фон Трієр
- Режисер-постановник — Ларс фон Трієр
- Продюсер — Луїза Вест
- Виконавчі продюсери — Пів Бернт, Петер Ольбек Єнсен
- Співпродюсери — Йонас Баггер, Маріанна Слот
- Лінійні продюсери — Май-Бритт Паульман, Саша Ферхей
- Оператор — Мануель Альберто Кларо
- Монтаж — Якоб Секер Шульзингер, Моллі Марлен Стенсгаард
- Художник-постановник — Симона Грау
- Артдиректор — Сесілія Геллнер

## Виробництво
Спочатку Ларс фон Трієр плекав ідею зняти телесеріал, але в лютому 2016 року він оголосив, що зніме фільм. У травні 2016 року після ґрунтовного вивчення історії життя серійних убивць фон Трієр завершив сценарій.
2 листопада 2016 року фон Трієр заявив, що актор Метт Діллон зіграє у фільмі головну роль. Незабаром після цього, в лютому 2017 року було оголошено, що Райлі Кіо та Софі Гробель також приєднаються до знімального процесу. У березні 2017 року було оголошено, що у фільмі візьме участь Ума Турман.
Знімання фільму стартувало в березні 2017 року у Швеції і через два місяці завершилося в Данії. Після зйомок в Копенгагені знятий матеріал відправили на студію постпродукції і візуальних ефектів. Права на поширення фільму належать компанії TrustNordisk. Фільм створювався за підтримки кінокомпаній Франції, Німеччини, Швеції і Данії.
У березні 2017 року, фон Трієр вів переговори про прем'єру фільму на 71-му Каннському міжнародному кінофестивалі, попри те, що раніше він там був оголошений персоною нон ґрата. За деякими даними, фон Трієру запропонували показати свій фільм поза конкурсом, але він відмовився. Водночас генеральний директор кінофестивалю Тьєррі Фремо не унеможливлював появу фільму фон Трієра в програмі заходу. У результаті 19 квітня 2018 року було оголошено, що показ фільму відбудеться на Каннському кінофестивалі поза конкурсом.

## Реліз
У травні 2017 року кінокомпанія IFC Films придбала права на поширення фільму на території США.

## Сприйняття
Оглядач сайту mrpl.city Іван Синєпалов розташував стрічку на 4 місці у переліку найкращих фільмів, що вийшли в український прокат у 2018 році, відзначивши, що «зі слабкою психікою дивитися це не варто. Може, нікому при здоровому глузді не варто. Але це чисте мистецтво. Складне, але соковите. Виносить мізки на відмінно».